# Karol Antoniewicz
Karol Antoniewicz (Skwarzawa, 1807 – Obbra, 1852) è stato un gesuita polacco.
Rivoluzionario durante i moti del 1830-31, vide la morte della moglie e dei figli, da cui rimase scandalizzato. Nel 1839 divenne gesuita e oratore di Tárnow; morì assistendo i malati di colera.